# Skaleva, Novoarhanhelsk
Skaleva (în ucraineană Скалева) este localitatea de reședință a comunei Skaleva din raionul Novoarhanhelsk, regiunea Kirovohrad, Ucraina.

## Demografie
Componența lingvistică a localității Skaleva
     Ucraineană (97,87%)
     Rusă (1,37%)
     Alte limbi (0,76%)
Conform recensământului din 2001, majoritatea populației localității Skaleva era vorbitoare de ucraineană (97,87%), existând în minoritate și vorbitori de rusă (1,37%).